# Die Erben der Nacht
Die Erben der Nacht  ist eine 6-teilige Romanreihe der Autorin Ulrike Schweikert. Die Bücher sind von 2008 bis 2013 im Cbt-Verlag erschienen.

## Inhalt
Europa, Ende des 19. Jahrhunderts: Die Macht der letzten großen Vampir-Clans ist am Schwinden. Um das Überleben der Vampire zu sichern, beschließen die Altehrwürdigen, ihre Nachkommen fortan gemeinsam auszubilden. Die Hauptgeschichte dreht sich um die vier Freunde Ivy-Mairé die Lycana, Franz Leopold de Dracas, Luciano de Nosferas und Alisa de Vamalia, die zusammen jede Menge Abenteuer, aber auch die erste Liebe erleben.

### Band 1:Nosferas
Das erste Jahr findet beim italienischen Clan der Nosferas statt. Hier sollen die Erben der Nacht von den Fähigkeiten der anderen lernen und so zu ihrer einstigen Stärke zurückzufinden. Doch in den düsteren Katakomben der Ewigen Stadt lauert ein schrecklicher Feind…
Die Nosferas haben im Laufe der Jahrhunderte eine Immunität gegen die Kräfte der Kirche entwickelt. Diese Fähigkeiten sollen nun auch die Erben der anderen Clans, die Dracas aus Wien, die Lycana aus Irland, die Pyras aus Paris, die Vamalia aus Hamburg und die Vyrad aus London erlernen. Doch in der Domus Aurea, dem Zuhause der Nosferas, werden immer wieder Familienangehörige vermisst, bis sich am Ende herausstellt, dass Vampirjäger in der Stadt sind und Jagd auf die Vampire machen.

### Band 2:Lycana
An der wilden Küste Irlands sollen die Erben von den Fähigkeiten der Lycana, den mächtigen Gestaltwandlern, lernen. Doch bei ihrer Ankunft geraten sie in eine jahrhundertealte blutige Fehde – den Krieg zwischen Vampiren und Werwölfen…
Auch fremde Vampire bedrohen die Erben, sodass die Erben mit ihren Begleitern quer durch das Land reisen müssen, um zu entkommen. Doch ein Verräter in den eigenen Reihen verhindert die endgültige Rettung und die Erben müssen sogar einen der ihren betrauern. 
Letztendlich erfahren Ivys Freunde auch von ihrem Geheimnis: Sie ist eine Unreine, ein gewandelter Vampir und wurde nicht wie die anderen von einer Vampirin geboren.

### Band 3:Pyras
Das 3. Akademiejahr sollen die Erben bei den Vamalia in Hamburg verbringen. Doch durch den Umbau der Speicherstadt verliert der Clan sein Zuhause und somit findet das Jahr bei den Pyras in Paris statt.
Bei den Pyras, den Herrschern über das unterirdische Paris und seine Ratten, geht die Ausbildung nun in das dritte Jahr. Doch im Labyrinth unter der Metropole lauert ein Alter Feind – und er ist gefährlicher denn je. Der Vampirjäger aus Rom ist zurück, mit einer Waffe, die für die Geschöpfe der Nacht den Untergang bedeuten könnte.

### Band 4:Dracas
Wien, 1880. Das 4. Akademiejahr beginnt mit Wiener Blut und Walzerklängen beim Clan der Dracas. Doch noch jemand ist auf dunklen Schwingen nach Wien gekommen: Dracula, der mächtige Vater aller Vampire. Er ist gefährlicher denn je und plant die Vernichtung der Erben. Sind sie stark genug für den Kampf gegen das absolut Böse?
Die Fähigkeit der Dracas wird den anderen Erben vorenthalten, sie lernen neben dem Tanzen nur Fechten und die deutsche Sprache. Ivys Geheimnis droht endgültig aufzufliegen und sie wird der Akademie verwiesen, worauf sie auch gleich von Dracula entführt und auf seine Burg gebracht wird. Ihre Freunde kommen Ivy zur Hilfe und durch einen Kampf des siebten Vampirclans mit Dracula können die Freunde entkommen.

### Band 5:Vyrad
Die Akademie führt im fünften Jahr zum Clan der Vyrad – ins viktorianische London. Unterdessen muss Ivy sich von ihren Freunden fernhalten. Sie sieht eine schreckliche Gefahr heraufziehen, doch kann sie ihre dunkle Ahnung mit niemandem teilen.
Auch hier erwarten neue Herausforderungen die Erben, sie sollen den Kampf gegen die Todesstarre und auch die Wandlung in Nebel erlernen. Die Vyrad gehören zu den gefragtesten Anwälten der Stadt, somit werden auch die Erben in die Justiz von London eingeführt, besuchen Gerichtsverhandlungen und verfolgen die Spuren von Tätern. Es kommt am Ende zum großen Kampf der Erben und Ivy gegen Dracula, den die Erben mit der Vernichtung Draculas gewinnen können. Aber auch Ivy-Mairé kann nicht mehr gerettet werden.

### Band 6:Oscuri
Alisa und Leo machen sich auf dem Weg nach Venedig um Luciano bei der Suche nach seiner geliebten Clarissa zu helfen, nachdem sie dort spurlos verschwunden ist. Ihre Suche wird durch den Clan der Oscuri erschwert, eine Gruppe von Menschen, die sich die Nacht zu ihrer Heimat gemacht haben und sich wie lautlose Schatten über die die Dächer Venedigs bewegen.

## Personen

### Hauptpersonen
- Ivy-Mairé de Lycana ist eine unreine Vampirin im Körper eines 14-jährigen Mädchens. Sie ist im Jahr 1764 geboren und im Alter von 14 in einen Vampir verwandelt worden. Dies geschah als Teil eines Abkommens zwischen Druiden, Werwölfen und Vampiren. Sie fällt durch ihr langes silbernes Haar auf und ist in ständiger Begleitung ihres Bruders Seymour, welcher in Wolfsgestalt bei ihr ist.  Im zweiten Akademiejahr nähert sie sich Franz Leopold an, dies wird doch von Geheimnissen überschattet. Im vierten Akademiejahr wird sie offiziell als Schatten entlarvt und der Akademie verwiesen. Kurz darauf wird sie von Dracula entführt, welcher die Absicht hegt mit ihr eine neue Vampirlinie zu schaffen. Sie kann durch die Hilfe von ihren Freunden, Bram Stoker und Abraham van Helsings gerettet werden. Sie reist trotz Verbot zum fünften Akademiejahr nach London. Dort bereitet sie 1881 Dracula sein Ende, stirbt jedoch auch selbst dabei.
- Franz Leopold (Leo) de Dracas, geboren im Jahr 1864. Er ist nach außen hin sehr arrogant und abweisend. Als Alisa, Ivy und Luciano im ersten Akademiejahr jedoch in eine tödliche Falle geraten hilft er ihnen. Trotz des strengen Verbots hat er schon menschliches Blut gekostet und muss mit den Qualen des Verlangens danach abfinden. Er entwickelt zunächst für Ivy Gefühle, welche jedoch dadurch gestört werden, dass er erfährt, dass sie ein unreiner Vampir ist. Im vierten Akademiejahr muss er feststellen, dass Alisa ihm noch mehr bedeutet. Zugleich verrät er die Freundschaft zu Luciano, als er dessen Geliebte Clarissa von Todesco manipuliert um von ihr zu trinken. Als wahrer Freund beweist er sich jedoch, als er hilft, Ivy zu retten. Nach dem letzten Akademiejahr, welches für ihn und Alisa von Eifersucht und Missverständnissen durchzogen ist, geht er zur freudigen Überraschung von Alisa mit ihr nach Hamburg und kehrt nicht nach Wien zurück.
- Luciano de Nosferas geboren im Jahr 1864. Ist im ersten Akademiejahr noch pummelig und kaut oft an seinen Nägeln. Er kann Dinge schnell akzeptieren und denkt dann auch nicht weiter daran. Im vierten Akademiejahr verliebt er sich in die menschliche Clarissa von Todesco. Nachdem Leo von ihr getrunken hat und er sie am Krankenbett besucht, verliert er die Beherrschung und trinkt ebenfalls von ihr. Danach hat er keine andere Wahl als sie zu verwandeln, um sie nicht zu verlieren. Als er direkt nach deren erfolgreicher Verwandlung mit Alisa und Leo zu Ivys Hilfe eilt, verliert Clarissa ihr Vertrauen in ihn, welches er sich lange Zeit bis ins fünfte Akademiejahr hinein zurück erkämpfen muss. Dort duelliert er sich mit Lord Byron, welcher um Clarissa warb, und zeigt ihr so seine unerschütterliche Liebe zu ihr.
- Alisa de Vamalia geboren im Jahr 1864. Sie freundet sich im ersten Akademiejahr mit Ivy und Luciano an. Sie verschlingt Bücher und auch Zeitungen der Menschen, wenn sie diese erhält. Als Ivy im vierten Akademiejahr von Dracula entführt wird, zögert sie nicht, ihr nach zu reisen und sie zu retten. Im selben Jahr, 1880, muss sie sich eingestehen, dass Franz Leopold mittlerweile mehr als nur ein Freund ist und wundert sich darüber, dass er ihre Gefühle scheinbar erwiderte. Im letzten Akademiejahr kommt es zu Eifersucht von beiden Seiten, doch bis zum Ende des Jahres können sie diese ausräumen.

### Nebencharaktere
- Anna Christina de Dracas, geboren im Jahr 1861. Wie alle Dracas ist sie sehr hübsch, aber auch arrogant und denkt, sie stehe über den anderen Clans. Obwohl sie schon 18 ist, muss sie am dritten Akademiejahr teilnehmen, bis sie im Jahr 1879 das Ritual vollziehen darf und so als erwachsener Vampir gilt.
- Malcolm de Vyrad, geboren im Jahr 1861. Im ersten Akademiejahr lernt er das menschliche Mädchen Latona kennen, welche die Nichte des umgehenden Vampirjägers ist. Im zweiten Jahr entwickelt er einige Gefühle für Alisa de Vamalia. Im dritten Akademiejahr in Paris begegnet er Latona erneut, wo er sie aus Versehen beißt und so als die seine zeichnet. Am vierten Akademiejahr nimmt er nicht mehr teil. Im fünften Akademiejahr in London findet er Latona endlich wieder und löst sein Versprechen ein – er verwandelt sie in einem Vampir.
- Mervyn de Lycana, geboren im Jahr 1862. Er ist der einzige wirkliche Lycana-Erbe. Im vierten Akademiejahr verliebt er sich in Rowena und kommt mit ihr zusammen.
- Raymond de Vyrad, geboren im Jahr 1862.
- Sören de Vamalia, geboren im Jahr 1863. Ist der älteste der Vamalia-Erben und ärgert Alisa damit. Im vierten Akademiejahr kommt er mit Chiara zusammen.
- Ireen de Vyrad, geboren im Jahr 1863. Ireen kommt einem schüchtern und ruhig vor. Sie wird im zweiten Teil von Tonka (Upiry) durch die Entführung ihrer Schwester Anne erpresst und verrät deswegen die Erben. Sie erkennt die Täuschung zu spät, stellt sich dennoch gegen die Verschwörer und wird trotzdem im Jahr 1878 vernichtet.
- Maurizio de Nosferas, geboren im Jahr 1863. Seine übermäßige Nahrungsaufnahme spiegelt sich in seinem Erscheinungsbild wider. Er ist immer mit seinem Kater unterwegs, der ihm Nahrung bringt.
- Karl Philipp de Dracas, geboren im Jahr 1863. Er ist ein Vetter von Franz Leopold und wie alle Dracas eingebildet und denkt, er stehe über den anderen Erben und allen Unreinen.
- Chiara de Nosferas, geboren im Jahr 1864. Chiara ist sehr aufgeweckt und freundlich, und Alisa beneidet sie um ihre weibliche Figur. Im vierten Akademiejahr kommt sie mit Sören zusammen und geht nach der Akademie mit ihm nach Hamburg.
- Rowena de Vyrad, geboren im Jahr 1864. Sie ist sehr verträumt, und im vierten Akademiejahr verliebt sie sich in Mervyn und geht nach der Akademie mit ihm nach Irland.
- Joanne de Pyras, geboren im Jahr 1863. Hat zwei Zahnlücken und immer etwas Dreck auf ihren Kleidern. Sie ist stets mit ihrem Bruder Fernand und Tammo unterwegs.
- Fernand de Pyras, geboren im Jahr 1865. Gut erkennbar durch die Zahnlücke und seine Ratte, die er stets bei sich trägt. Er ist mit Tammo befreundet, zum Leidwesen von Alisa, und auch immer mit Joanne unterwegs.
- Marie Luise de Dracas, geboren im Jahr 1865. Sie deckt im vierten Akademiejahr Ivys Geheimnis auf.
- Thankmar (Tammo) de Vamalia, geboren im Jahr 1868. Der jüngste Erbe in der Akademie. Freundet sich schnell mit Fernand und Joanne an und liebt Abenteuer. Der Betreuer der Vamalia Hindrik hat Schwierigkeiten damit, ihn im Auge zu behalten.
- Hindrik de Vamalia, Schatten der Vamalia

## Bibliographische Übersicht
- Die Erben der Nacht – Nosferas. Cbt-Verlag, 2008, ISBN 978-3570304785
- Die Erben der Nacht – Lycana. Cbt-Verlag, 2008, ISBN 978-3570304792
- Die Erben der Nacht – Pyras. Cbt-Verlag, 2009, ISBN 978-3570304808
- Die Erben der Nacht – Dracas. Cbt-Verlag, 2010, ISBN 978-3570306567
- Die Erben der Nacht – Vyrad. Cbt-Verlag, 2011, ISBN 978-3570306550
- Die Erben der Nacht – Oscuri. Cbt-Verlag, 2013, ISBN 978-3570308578

## Verfilmung
Die Grundidee der Romane wurde für eine Fernsehserie verwendet, deren Handlung von der der Bücher jedoch deutlich abweicht. Die deutsche Erstausstrahlung erfolgt seit dem 2. November 2020 auf KiKA.

## Weblink
- Homepage von Ulrike Schweikert